# Маккензи, Рэналд
Рэ́налд Сла́йделл Макке́нзи (англ. Ranald Slidell Mackenzie; 27 июля 1840 — 19 января 1889) —  офицер армии США,  участник Гражданской войны и индейских войн.

## Биография
Рэналд Маккензи родился в округе Уэстчестер, штат Нью-Йорк. В 1862 году с отличием  окончил Военную академию США и сразу же вступил в инженерный корпус армии северян в чине младшего лейтенанта. Принимал участие во втором сражении при Бул-Ране, при Энтитеме, Геттисберге, Оверлендской кампании и осаде Петерсберга.
В июне 1864 получил временное звание подполковника регулярной армии, в июле - звание полковника артиллерии. 30 ноября 1864 года ему было присвоено звание бригадного генерала и он командовал кавалерийской дивизией в сражении при Файв-Фокс.
Во время Гражданской войны был несколько раз ранен, под Петерсбергом потерял два пальца. Был приверженцем жёсткой дисциплины, пользовался уважением среди военных за храбрость и способности, генерал и будущий президент Улисс Грант считал его одним из самых одарённых молодых офицеров.
Маккензи закончил войну в чине генерал-майора волонтёров. В дальнейшем долгое время служил в пехотных частях. В феврале 1871 года в звании полковника армии США возглавил 4-й Кавалерийский полк. В 1871-1876 годах принимал активное участие в индейских войнах на юге Великих Равнин. В сентябре 1874 года в битве в каньоне Пало-Дуро одержал победу над кайова и команчами. В 1876 году был переведён на север, а в ноябре того же года атаковал и уничтожил лагерь северных шайеннов вождя Утренней Звезды у Ред-Форк. В 1881 году принимал участие в военной кампании против ютов, по окончании которой был назначен командующим военного округа Нью-Мексико.
24 марта 1884 года был отправлен в отставку по состоянию здоровья, которое резко ухудшилось в результате несчастного случая. Рэналд Маккензи скончался в доме своей сестры в Статен-Айленде 19 января 1889 года и был похоронен на  территории Национального кладбища Вест-Пойнт.